# Pho Chai (huyện)
Pho Chai (tiếng Thái: โพธิ์ชัย) là một huyện (amphoe) ở phía bắc của tỉnh Roi Et, Thái Lan.

## Địa lý
Các huyện giáp ranh (từ phía đông theo chiều kim đồng hồ) là: Phon Thong, Selaphum, Chiang Khwan của tỉnh Roi Et, Rong Kham, Don Chan và Kuchinarai của tỉnh Kalasin.

## Lịch sử
Tiểu huyện (king amphoe) đã được lập ngày 1 tháng 4 năm 1974, khi bốn tambon Chiang Mai, Kham Pia, Sa-at và Kham Pha-ung được tách ra từ Phon Thong. Đơn vị này đã được nâng cấp thành huyện ngày 25 tháng 3 năm 1979.

## Hành chính
Huyện này được chia thành 9 phó huyện (tambon), các đơn vị này lại được chia ra thành 112 làng (muban). Có hai thị trấn (thesaban tambon) - Chai Wari nằm trên một phần của tambon Kham Pia, và Chiang Mai nằm trên toàn bộ tambon Chiang Mai. Có 8 Tổ chức hành chính tambon.
| STT. | Tên          | Tên Thái | Số làng | Dân số |  |
| ---- | ------------ | -------- | ------- | ------ |  |
| 1.   | Kham Pia     | ขามเปี้ย   | 20      | 10.489 |  |
| 2.   | Chiang Mai   | เชียงใหม่  | 12      | 8.140  |  |
| 3.   | Bua Kham     | บัวคำ     | 11      | 5.268  |  |
| 4.   | Akkha Kham   | อัคคะคำ   | 14      | 7.817  |  |
| 5.   | Sa-at        | สะอาด    | 14      | 4.675  |  |
| 6.   | Kham Pha-ung | คำพอุง    | 13      | 8.950  |  |
| 7.   | Nong Ta Kai  | หนองตาไก้ | 10      | 3.592  |  |
| 8.   | Don Ong      | ดอนโอง   | 10      | 4.237  |  |
| 9.   | Pho Si       | โพธิ์ศรี    | 8       | 3.749  |  |